# Касерін
Касерін (араб. القصرين) - місто у західній частині Тунісу, центр однойменного вілаєту. Населення - 76 243 чол. (2004).